# Éric Chevillard
Éric Chevillard (* 18. Juni 1964 in La Roche-sur-Yon, im Département Vendée, Frankreich) ist ein französischer Autor.

## Leben
Chevillard schloss die École supérieure de journalisme de Lille, Département Nord ab. In der Folgezeit wurden seit den 1980er Jahren viele seiner Werke im Verlag Éditions de Minuit in Paris veröffentlicht. Sein Schreibstil wird dadurch geprägt, dass er die Regeln der Erzählkunst spielerisch so verändert, dass es zuweilen schwierig ist, dem Gang der Ereignisse zu folgen. Manche Literaturkritiker bezeichnen seinen Stil als Postmoderne Literatur.
Seit 2007 ist Chevillard Blogger. In seinem Blog mit dem Titel L'Autofictif schreibt er täglich drei kurze Mitteilungen oder Fragmente von jeweils zwei bis acht Zeilen. Er schildert sich in seinem Blog selbst, so dass die Umrisse seiner Persönlichkeit erkennbar werden. Da die Inhalte seines Blogs regelmäßig gelöscht werden, gibt er diese erstmals seit 2009 Wort für Wort in vom Verlag L'Arbre vengeur veröffentlichten Journalen heraus. Bisher sind sechs dieser Journale gedruckt worden, die den Zeitraum von 2007 bis 2013 umfassen.

## Preise und Ehrungen
- Prix Fénéon 1993 für La Nébuleuse du crabe.
- Prix Alexandre Vialatte für sein Gesamtwerk.

## Veröffentlichungen (Auswahl)
- Mourir m'enrhume. Éditions du Minuit, Paris 1987.
- Le Démarcheur. Minuit, Paris 1990.
- Palafox. Minuit, Paris 1990.
  - Palafox. Roman. Übers. Ulrike Peters-Kania.[1] Residenz, Salzburg 1993, ISBN 3-7017-0836-3
- Le Caoutchouc décidément. Minuit, Paris 1992, ISBN 978-2-7073-1418-5
  - Zellers Gäste. Roman. Übers. Ulrike Peters-Kania. Residenz, Salzburg 1996, ISBN 978-3-7017-1002-7
- La Nébuleuse du crabe. Minuit, Paris 1993.
  - Krebs Nebel. Übers. Anne Weber. Diaphanes, Zürich 2013, ISBN 978-3-03734-248-0
- Préhistoire, Minuit, Paris 1994
- Au plafond. Minuit, Paris 1997
- Le Vaillant Petit Tailleur. Minuit, Paris 2003
  - Das tapfere Schneiderlein. Übers. Anne Weber. Diaphanes, Zürich 2015, ISBN 978-3-03734-442-2
- Scalps. Fata Morgana, Paris 2004
  - Auszug: Die Maulwürfe, in Den gegenwärtigen Zustand der Dinge festhalten. Zeitgenössische Literatur aus Frankreich. die horen, 62, 267, Herbst 2017
- Dans la zone d'activité, gestaltet von Fanette Meillier. Dissonances, Paris 2007, ISBN 978-2-914079-50-1
- Pélopponèse. Fata Morgana, Paris 2013
- Le Désordre azerty. Minuit, Paris 2014
- Juste ciel.  Minuit, Paris 2014, ISBN 978-2-7073-2861-8
- Les Théories de Suzie, mit Jean-François Martin. Helium, 2015
- Défense de Prosper Brouillon. Illustr. Jean-Francois Martin. Les Éd. Noir sur Blanc, Paris 2017
- La Chambre à brouillard. Paris 2023.[2]

## Notizen
1. ↑  Peters-Kania in der Übersetzer-Datenbank des VdÜ, 2017
2. ↑  Kai Nonnenmacher: Die Nebelkammern des Eric Chevillard. In: Rentrée littéraire: französische Literatur der Gegenwart. 9. März 2023, abgerufen am 9. März 2023.

| Personendaten    | Personendaten                                    |
| ---------------- | ------------------------------------------------ |
| NAME             | Chevillard, Éric                                 |
| KURZBESCHREIBUNG | französischer Schriftsteller und Blogger         |
| GEBURTSDATUM     | 18. Juni 1964                                    |
| GEBURTSORT       | La Roche-sur-Yon, Département Vendée, Frankreich |